# Kreuzfidel
Kreuzfidel, op. 301, är en polka-française av Johann Strauss den yngre. Den framfördes första gången den 5 september 1865 i Pavlovsk i Ryssland.

## Historia
Knappt hade 1865 års karneval slutat förrän Johann Strauss och hans hustru Jetty lämnade Wien för en  viloresa. Under januari och februari 1865 rapporterade Strauss läkare att han var i ett "tillstånd av nervös utmattning". Strauss insisterade på att hans yngste broder, Eduard, skulle ersätta honom i Pavlovsk under första halvan av konsertturnén. Den andre brodern, Josef, som själv var långt ifrån frisk själv, lämnades att ensam leda Straussorkesterns åtaganden i Wien tills Eduard återvände från Ryssland under juli, varpå även Josef tog till sig läkarnas order och rest på semester.
Medan Eduard fortfarande befann sig i Ryssland for Johann till Pavlovsk och framträdde med sin orkester i Vauxhall Pavilion den 29 juli. Anledningen till resan var att Eduard inte hade gjort någon succé. I ett brev till Josef (daterat den 28 juli) anmärkte Johann sarkastiskt att trots livliga applåder hade Eduards avskedskonsert "saknat blomsterkvastar - vilket inte kunde anses lyckat då de stackars kvinnorna, vilka utgör Eduards beundrare, skulle ha föredragit att Eduard givit blommorna till dem". Johann Strauss hade inte fullt tillfrisknat från sin sjukdom och emellanåt tvingades konsertmästaren, Herr Simon, att leda orkestern i hans ställe. De många händelserna gick inte spårlöst förbi i Ryssland, och både Johann och Jetty var medvetna om att de ryska värdarna redan såg sig om efter en ersättare till 1866; den tyske musikern Heinrich Fürstnow, vilken Johann Strauss rankade som "en mycket ärlig och strikt dirigent". Strauss var opåverkad av dessa planer, vilket visar sig i titeln till det verk som han spelade för första gången vid en välgörenhetskonsert i Pavlovsk den 5 september: Fidel-Polka. Verket fick tas om och spelades åtskilliga gånger under säsongen men då under den ändrade titeln Kreuzfidel. (Order "Fidel" betyder 'glad' eller 'lycklig', medan "Kreuzfidel" är det wienska superlativet.)

## Om polkan
Speltiden är ca 3 minuter och 46 sekunder plus minus några sekunder beroende på dirigentens musikaliska tolkning.